# Юсупов, Элдар-Хаджи
Элда́р-Хаджи́ Юсу́пов (чечен. Элдар-Хьаж; род. прим. 1925, Гендерген, Чечено-Ингушская АССР, СССР — 2010, там же) — чеченский общественный и военный деятель, участник обеих Российско-чеченских войн в 1994—2009 годах на стороне Вооружённых сил Ичкерии. Выходец из тайпа Гендарганой. Потомок наиба имама Шамиля Хату Мамаева.

## Биография
Родился в первой половине XX века в селении Гендерген (ныне в Ножай-Юртовском районе Чеченской Республике). Потомок наиба имама Шамиля Хату Мамаева.
В феврале 1944 года вместе с семьёй был депортирован из Чечено-Ингушской республики в Казахскую ССР.
После возвращения из ссылки он долгое время жил и работал в городе Гудермес.
Один из главных организаторов общенационального протеста против строительства биохимического завода в Гудермесе в апреле 1988 года.
В 1992—1993 годах в рядах батальона Шамиля Басаева участвовал в Грузино—абхазской войне.
С началом Первой чеченской войны — активный участник боевых действий на стороне Вооруженных сил Чеченской Республики Ичкерия.
В 1999—2010 годах участник Второй Чеченской войны.
Элдар-Хаджи Юсупов скончался в глубокой старости — в октябре 2010 года.

## Награды
В 1995 году указом Президента Чеченской Республики Ичкерия Джохара Дудаева Элдар-Хаджи был удостоен высшей награды ЧРИ — ордена «Къоман Сий» (Честь Нации) и именным пистолетом.